# 鹿児島建設新聞
鹿児島建設新聞（かごしまけんせつしんぶん）とは、鹿児島県で発行されている、建設業関連の情報を専門に取り扱う新聞である。
日刊紙の定期発行の他に、建設業者要覧や住まいの雑誌SUMIKAの発行等も行っている。